# Bougainvillia multitentaculata
Bougainvillia multitentaculata är en nässeldjursart som beskrevs av Förster 1923. Bougainvillia multitentaculata ingår i släktet Bougainvillia och familjen Bougainvilliidae. Inga underarter finns listade i Catalogue of Life.